# Каретников, Семён Никитич
Семён Никитич Каре́тников (Каре́тник; 1893, Шагарово — 28 ноября 1920, Мелитополь) — один из ведущих командиров в армии Н. И. Махно.

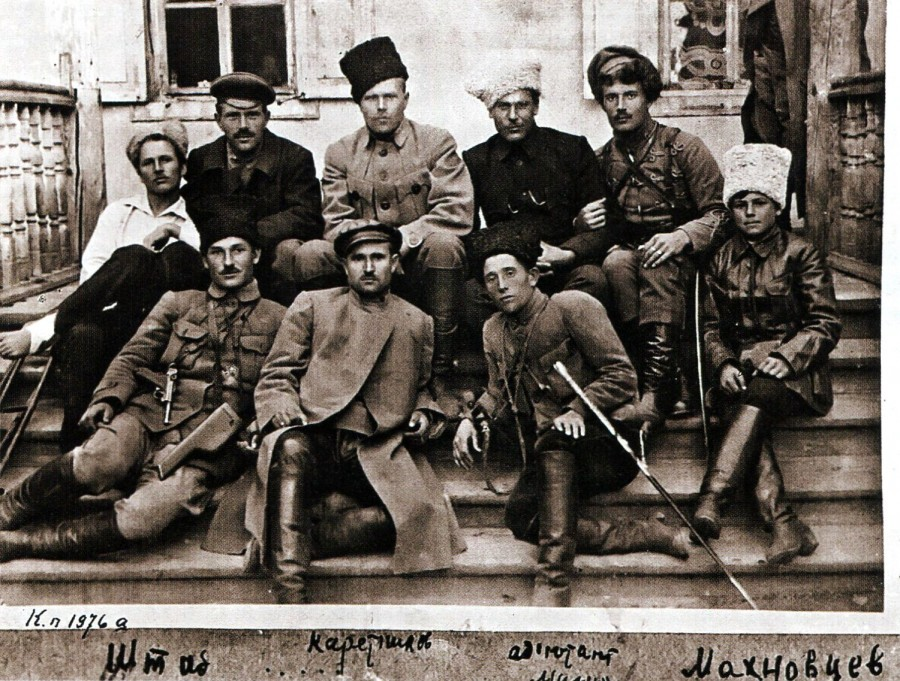
Семён Каретников (в центре первого ряда в папахе)

## Биография
Родился в семье батрака.

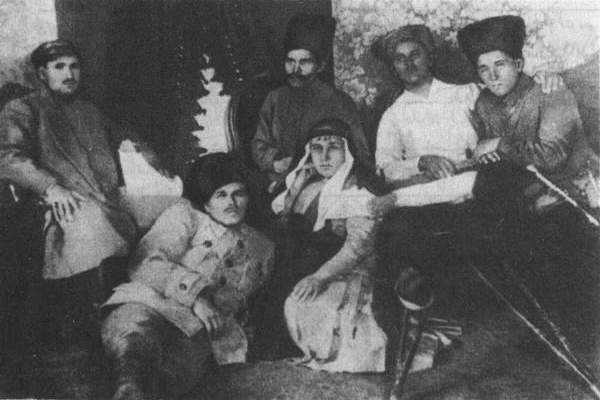
Группа командного состава Украинской повстанческой армии (махновцев) в Старобельском госпитале. Слева направо верхний ряд: С. Каретников, Н. Махно (ранен), В. Куриленко (ранен), Г. Василевский. Нижний ряд: П. Петренко (Платонов) и сестра милосердия Галина Зубенко, жена Н. Махно. 1920

Член гуляйпольской группы анархистов с 1917 года, участник «Чёрной гвардии». В 1918 году — командир штабного батальона и гуляйпольского отряда. С марта по июнь 1919 года — начальник гарнизона г. Бердянска. С сентября по декабрь 1919 года — командир пехотного гуляйпольского полка.
С июля 1920 года — член Совета Революционных Повстанцев Украины (махновцев) и помощник командарма. 27 июля 1919 года участвовал в ликвидации атамана Н. А. Григорьева в селе Сентово. Лично застрелил телохранителя Н. А. Григорьева, когда тот пытался застрелить Махно. 2 декабря 1919 года командовал группой контрразведчиков при расстреле Михаила Полонского (командира 3 Крымского полка РПАУ), уличённого в заговоре с целью большевистского переворота в частях РПАУ. Был категорически против подписания Военно-политического соглашения между правительством УССР и Армией Махно от 16 октября 1920 года, поскольку не верил в искренность большевиков.
В период операции по занятию Крыма был назначен командующим особой Крымской группой войск Совета Революционных Повстанцев Украины (махновцев). 8 ноября 1920 года Крымский корпус РПАУ форсировал Сиваш и вышел на Литовский полуостров в тыл перекопских укреплений П. Н. Врангеля. 9 ноября в бою у озера Безымянное Крымский корпус Каретника разгромил пятитысячный конный корпус генерала И. Г. Барбовича.
23 ноября 1920 года штабу Крымской группы был вручён приказ М. В. Фрунзе № 00149/пш, в котором говорилось: «Все части бывшей повстанческой армии, находящиеся в Крыму, немедленно ввести в состав 4-й армии, Реввоенсовету которой поручается их переформирование…» На это общее собрание командиров и штаба группы ответило отказом, мотивируя его тем, что в мирное время Крымский корпус подчиняется штабу в Гуляйполе, и что этим приказом нарушается пункт 1 военного соглашения. В ответ на это 24 ноября в штаб Фрунзе были вызваны С. Каретник и нач. штаба Крымской группы П. Гавриленко. Они долго колебались, а потом решили ехать, приняв меры предосторожности и оставив вместо себя А. С. Марченко и Е. Тарановского. По прибытии в г. Мелитополь они были арестованы и 28 ноября 1920 года расстреляны командованием сводной дивизии курсантов.

## Образ в кино
- 1977 — «Хождение по мукам». Роль Семёна Каретникова играет Вячеслав Говалло
- 1978 — «Маршал революции». Роль Семёна Каретникова играет Александр Яковлев.
- 2007 — «Девять жизней Нестора Махно». Роль Семёна Каретникова играет Александр Жуковин